# Stara szkoła rapu
Stara szkoła rapu – jedyny minialbum i zarazem ostatnie wydawnictwo polskiego zespołu hip-hopowego Wzgórze Ya-Pa 3. Ukazało się w 2002 roku wspólnym nakładem wytwórni muzycznych R.R.X. i Blend Records. Zawiera tylko sześć utworów i cztery remiksy.

## Lista utworów
Opracowano na podstawie materiału źródłowego.
1. „Raz dwa” – 4:07
2. „Właśnie tak” – 3:42
3. „Rap symfonia” – 4:30
4. „Ludzie…” – 4:26
5. „Wiele historii” – 3:28
6. „Zawijaj się” – 3:31
7. „Właśnie tak (remiks)” – 3:27
8. „Wiele historii (remiks)” – 3:58
9. „Ludzie… (remiks)” – 4:33
10. „Rap symfonia (remiks)” – 4:24

## Twórcy
Opracowano na podstawie materiału źródłowego.

- Wojciech „Wojtas” Schmidt – wokal, słowa
- Tomasz „Borixon” Borycki – wokal, słowa
- Michał „Zajka” Łakomiec – wokal, słowa
- Tomasz „DJ Kostek” Kościelny – skrecze
- Krzysztof „KNT” Kozak – realizacja wokali
- Bartosz Tomzik – produkcja (4, 6)
- Maciej „Camey” Sierakowski – produkcja (1, 5, 7), gitara basowa (4, 6)
- Sebastian „DJ 600V” Imbierowicz – produkcja (2–3, 8)
- Łukasz „L.A.” Laskowski – produkcja (9)
- Tomasz „Magiera” Janiszewski – produkcja (10)